# Spathopus nasalis
Spathopus nasalis är en stekelart som beskrevs av Springate och John S. Noyes 1990. Spathopus nasalis ingår i släktet Spathopus och familjen puppglanssteklar. Inga underarter finns listade i Catalogue of Life.